# 季恩显
季恩显（Paul Ji，2004年1月14日—）是华裔美国钢琴家，现就读于巴黎师范音乐学院。

## 生平
季恩显出生于芝加哥的华裔家庭。他是一位施坦威钢琴家。

### 比赛获奖
2020年，15岁的季恩显在法国电视二台“神童达人秀”（ Prodiges）中，获得器乐组的冠军和大赛总冠军。